# 哈尼奧伊福爾斯 (紐約州)
哈尼奧伊福爾斯（英語：Honeoye Falls）是位於美國紐約州門羅縣的村。

## 人口
根據2020年美國人口普查的數據，哈尼奧伊福爾斯的面積為6.72平方千米，當中陸地面積為6.59平方千米，而水域面積為0.13平方千米。當地共有人口2706人，而人口密度為每平方千米403人。